# One Take Radio Sessions
One Take Radio Sesssions znana także jako The Trawlerman's Song – płyta EP nagrana przez Marka Knopflera i wydana w 2005 (zob. 2005 w muzyce).
Pierwszy utwór z tej płyty pochodzi z poprzedniej płyty Knopflera Shangri-La, pozostałe piosenki także pochodzą z tej płyty ale nagrane zostały na żywo i w innych aranżacjach.

## Lista utworów
1. „The Trawlerman's Song” - 05:02
2. „Back To Tupelo” - 04:32
3. „Song For Sonny Liston” - 05:30
4. „Boom, Like That” - 04:35
5. „Donegan's Gone” - 02:59
6. „Stand Up Guy” - 04:30

## Twórcy
- Mark Knopfler – gitara i śpiew
- Richard Bennett – gitara
- Jim Cox – instrumenty klawiszowe
- Matt Rollings – instrumenty klawiszowe
- Glenn Worf – gitara basowa
- Chad Cromwell – instrumenty perkusyjne